# RozeLinks
RozeLinks is de werkgroep Seksuele diversiteit van de Nederlandse politieke partij GroenLinks. De naam is een variatie op GroenLinks en de kleur roze, die jarenlang de strijdkleur was van de Europese homobeweging en afgeleid is van de roze driehoek uit de naziconcentratiekampen.

## Geschiedenis
RozeLinks is al opgericht vóór de totstandkoming van GroenLinks als een samenwerkingsverband van de homo- en lesbische groepen van de partijen die GroenLinks zouden gaan vormen: dat waren de PPR flikkers en potten, de PSP homogroep, het CPN flikkeroverleg en ComPot (communistische potten) en mensen binnen de EVP die geen officiële groep had voor homo/lesbische belangenbehartiging. Een aantal van de grondleggers van RozeLinks werkten al enige jaren samen in het LOLF, het Landelijk Overleg Linkse Flikkers, een informeel overleg dat onregelmatig bijeenkwam. Na de totstandkoming van GroenLinks werd RozeLinks officieel een werkgroep van de partij. Omdat de grondleggers van RozeLinks zich in de praktijk al met méér onderwerpen dan louter homoseksualiteit en lesbisch leven bezighielden, koos RozeLinks voor de ondertitel 'GroenLinks platform voor seksuele diversiteit' (later dus: werkgroep voor seksuele diversiteit).
In de jaren 1990, toen in Nederland de discussie over partnerschapsregistratie en openstelling van het huwelijk voor paren van gelijk geslacht (het "homohuwelijk") werd gevoerd, profileerde RozeLinks zich vooral door aan te geven dat er méér vormen van relaties mogelijk zijn, en dat mensen niet gedwongen moeten worden tot een huwelijk om die rechten te krijgen die aan een relatie verbonden zijn. Ook kwam zij op voor de rechten van alleenstaanden.
Verder is op initiatief van RozeLinksers in de stad Utrecht op het Domplein daar het sodomonument verschenen. Bovendien heeft RozeLinks bij de totstandkoming van de Algemene wet gelijke behandeling intensief samengewerkt met de beide kamerfracties van GroenLinks, en op die manier ook enige invloed gehad op de formuleringen.  RozeLinks voert al vanaf haar ontstaan campagne tegen allerlei vormen van geslachtsregistratie en zag dat deze ideeën uiteindelijk zoveel bijval kregen dat het kabinetsbeleid is geworden om onnodige geslachtsregistratie tegen te gaan. Vaak heeft RozeLinks deelgenomen aan de Roza Zaterdagen en aan de Amsterdam Gay Pride. Ook ondersteunde RozeLinks de kandidatuur van Mathieu Heemelaar voor de lijst van de Tweede Kamerverkiezingen van 2006, Herman Meijer eerst als partijvoorzitter, later voor de lijst van de Eerste Kamerverkiezingen van 2007 en Axel Boomgaars voor de Eerste Kamerverkiezingen van 2015. Allen kwamen ze hoog op de lijst, maar ze zijn niet (direct) verkozen. Tussen maart en juni 2009 was Heemelaar wel lid van de Tweede Kamer, als vervanger van Naïma Azough die op zwangerschapsverlof was.

## Organisatie
RozeLinks is een werkgroep van GroenLinks en heeft dus geen formele organisatie met lidmaatschap en statuten. RozeLinks bestaat uit een kerngroep van actieve leden die activiteiten organiseren etc. Daaruit is een dagelijks bestuur gevormd. Ten slotte is er een groot aantal geïnteresseerden die activiteiten bezoeken. RozeLinks is, in navolging van een aantal van haar voorgangers, lid van de ILGA, de voormalige International Lesbian and Gay Association.
In 2014 werd er een Amsterdamse afdeling onder de naam RozeLinks Amsterdam opgericht.

## Activiteiten
RozeLinks zet zich op verschillende manieren in voor seksuele diversiteit. De werkgroep gaat ervan uit dat er een grote diversiteit bestaat aan "smaken" in seksualiteit, erotiek en relaties en dat er voor die diversiteit ruimte moet zijn: iedereen moet aan haar of zijn seksualiteit, relaties en erotiek op een eigen manier vorm kunnen geven - zolang er geen onderdrukking is. Tegenstellingen als mannelijk en vrouwelijk, homoseksueel en heteroseksueel vindt RozeLinks belemmerend.
RozeLinks organiseert debatten en discussiebijeenkomsten, voert actie en onderhoudt contacten binnen en buiten de partij. 
Anno 2020 komt RozeLinks onder andere op voor verbetering van de situatie van LHBTQI* asielzoekenden en vluchtelingen en voor wettelijke erkenning van meerouderschap.

## Roze Lieverdje
In 2006 werd door GroenLinks Amsterdam het Roze Lieverdje ingesteld, een prijs die om het jaar wordt uitgereikt aan een Amsterdammer die zijn of haar sporen verdiend heeft in de strijd voor seksuele diversiteit en homo-emancipatie. De prijs is genoemd naar Het Lieverdje op het Spui in Amsterdam en bestaat uit een verkleinde replica (ongeveer 25 centimeter) van het oorspronkelijke beeld. De replica was oorspronkelijk roze gekleurd, tegenwoordig is hij voorzien van een lintje in regenboogkleuren. De uitreiking vindt plaats op Valentijnsdag, tijdens een feestelijke bijeenkomst bij het grote beeld op het Spui.
Winnaars van het Roze Lieverdje waren:
- 2006: Studentenpastor pater Van Kilsdonk
- 2008: Schrijver en columniste Karin Spaink
- 2010: Alternatieve homodisco De Trut
- 2012: Travestie-artiest Dolly Bellefleur
- 2014: Dragqueen Lady Galore
- 2016: Politiewoordvoerder en voorzitter van Roze in Blauw Amsterdam Ellie Lust
- 2018: Kenniscentrum voor islam en seksuele diversiteit Stichting Maruf
- 2020: LHBTQI*-activiste Naomie Pieter
- 2022: De kliniek van Trans United[4]